# عبد العزيز بلعيد
عبد العزيز بلعيد سياسي جزائري وأصغر مترشح لرئاسة الجزائر في انتخابات 2014. متزوج وأب لخمسة أبناء.
ولد في 16 يونيو 1963 ببلدية مروانة في ولاية باتنة. في صغره، انضم إلى صفوف الكشافة الإسلامية الجزائرية بمنطقة باتنة، وتدرج في سلم المسؤولية ليصبح إطارا وطنيا مسيرا وإطارا دوليا في الكشافة ومثَّل الجزائر في التجمعات الكشفية الدولية. في أثناء دراسته الجامعية، ناضل الاتحاد الوطني لطلبة الجزائريين وترأسه ما بين 1986 و 2007، كما انضم لصفوف الاتحاد الوطني للشبيبة الجزائرية وأصبح أمينا وطنيا له لعدة سنوات. حصل على دكتوراه في الطب وليسانس في الحقوق.
في 1986، انخرط في صفوف حزب جبهة التحرير الوطنية الجزائرية وأصبح في ما بعد أصغر عضو في اللجنة المركزية للحزب وعمره 23 سنة فقط. انتخب نائبا بالمجلس الشعبي الوطني الجزائري لعهدتين متتاليتين ما بين 1997 و2007. بعد اختلاف مع توجّهات جبهة التحرير، غادر الحزب ليؤسس في فبراير 2012 حزبا جديدا هو جبهة المستقبل.